# 靈醫會

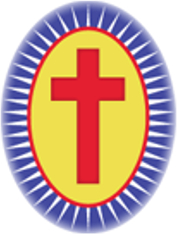
靈醫會的標誌

天主教靈醫會（Camillians）是一間位於義大利羅馬的國際性天主教修會，歷史上曾坐落於熱那亞馬德烈戰神廣場。即聖塔瑪莉亞馬德烈教堂所處地。由嘉民·德·雷列斯創立於1582年，會士們尊其為會祖。M.I.為其創立者們的勳銜。

## 草創期
聖塔瑪莉亞馬德烈教堂，命名來自抹大拉的馬利亞，嘉民·德·雷列斯受聖座定期神父(Clerics Regular )要求創立一間教會，史建1586年。由教宗試斯篤第五批准設立。最終教堂於1699年完成，是一巴洛克藝術教堂。

## 近況
可敬者(The Very Reverend)Father Renato Salvatore M.I.受教宗本篤十六世於2012九月封為Superior General(總會長)，為第十三屆的世界主教代表會議上維持秩序，他在2013年被控非法拘留兩名傳教士以防止該兩名傳教士投票反對其成為總會長。

## 台灣發展
1946年前往中國雲南，在中華人民共和國成立後，於1952年2月轉進台灣。4月，香港會士亦轉進台灣。6月於宜蘭縣羅東鎮租下醫院，內設有十二床病床作為施醫起點。1952年，靈醫會士買下一間小診所，作為聖母醫院。1957年5月20日梵蒂岡教廷駐華公使黎培理主持馬公「惠民醫院」開幕。1959年聖母分院（療養院）在冬山鄉丸山村成立。2008年8月發行刊物靈醫會之光 （页面存档备份，存于）

## 參照
1. ↑  .   [2016-11-03]. （原始内容存档于2016-03-23）.
2. ↑  .   [2016-11-03]. （原始内容存档于2016-11-30）.
3. ↑  .   [2016-11-03]. （原始内容存档于2020-12-02）.
4. ↑  .   [2016-11-03]. （原始内容存档于2016-12-20）.
5. ↑  .   [2016-11-03]. （原始内容存档于2013-03-10）.
6. ↑  .   [2016-11-03]. （原始内容存档于2021-03-09）.

## 外部連結
- 財團法人天主教靈醫會官網 （页面存档备份，存于）